# Monte Prado
Monte Prado je hora v italských Severních Apeninách. Nadmořská výška vrcholu je 2054 metrů a Monte Prado je tak nejvyšším vrcholem regionu Toskánsko. Vrcholem prochází hranice Provincie Reggio Emilia a Provincie Lucca. Nejbližším sídlem je Sillano Giuncugnano. V okolí se nachází Národní park Appennino Tosco-Emiliano.
Hora nemá strmé svahy a její vrchol, který je snadno dostupný, nabízí návštěvníkům daleké výhledy. Sníh zde leží od listopadu do dubna. Monte Prado je díky rozmanitosti vegetačních pásem označována za „botanický ráj“. Zdejší flóru (kohoutek alpský, starček kraňský) popsal Théodore Caruel.